# 切爾內利察

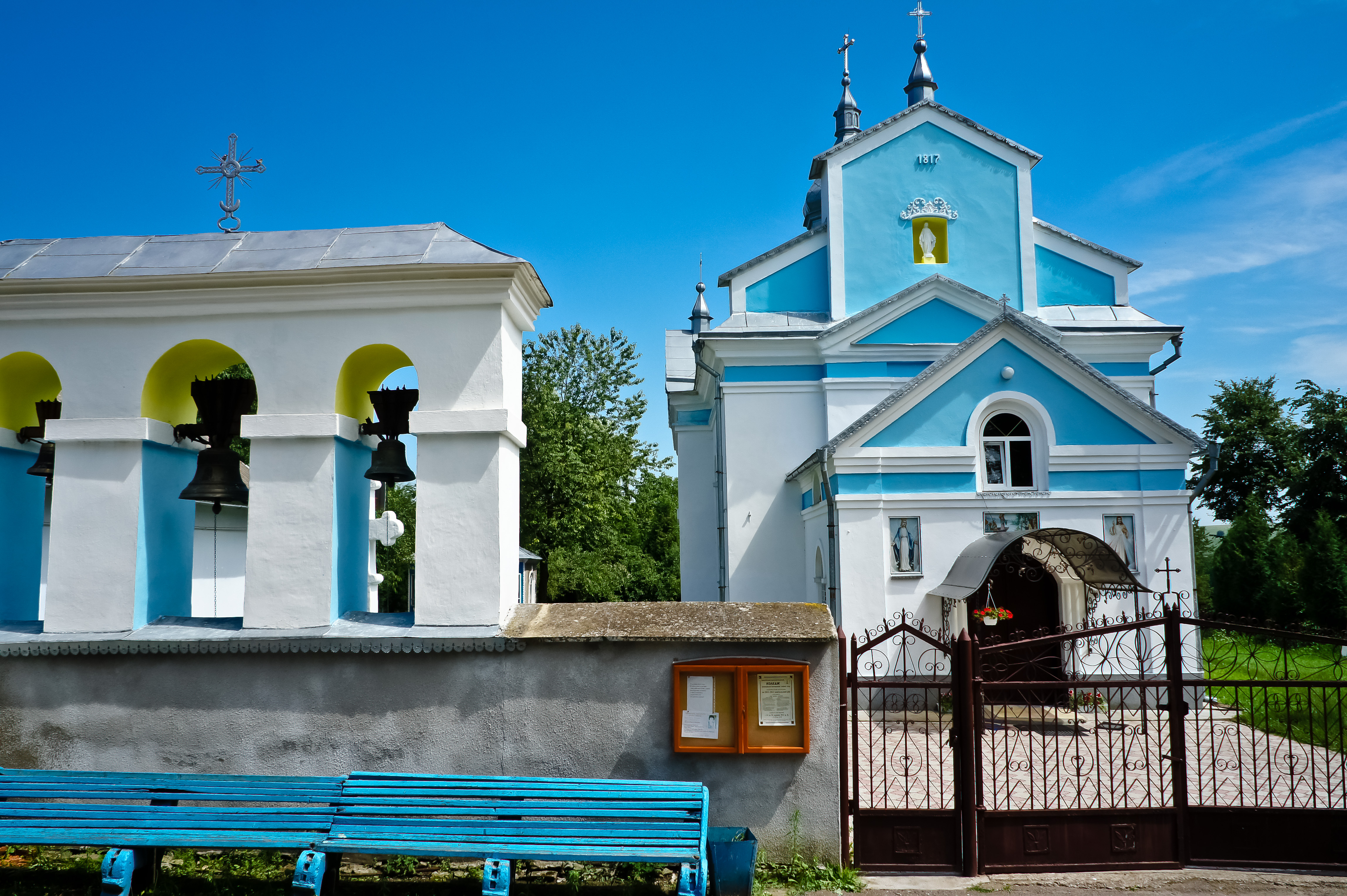
教堂

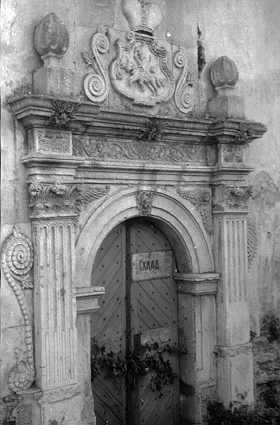

切爾内利察（烏克蘭語：Чернелиця）又译为切爾涅利察，是烏克蘭西部伊萬諾-弗蘭科夫斯克州科洛梅亞區切尔内利察市镇内的市級鎮及其行政中心。處於德涅斯特河畔，距離科洛梅亞50公里，面積30.4平方公里，2011年人口1,718人，人口密度每平方公里56.5人。

## 外部連結
- Чернелиця.Замки та храми України （页面存档备份，存于）
- фото Петро Власенко （页面存档备份，存于）
- Греко-католицька церква Пресвятої Богородиці, смт Чернелиця （页面存档备份，存于）